# Phytomastax tianshanensis
Phytomastax tianshanensis är en insektsart som beskrevs av Zheng, Z. och B. Xi 1994. Phytomastax tianshanensis ingår i släktet Phytomastax och familjen Eumastacidae. Inga underarter finns listade i Catalogue of Life.